# 唐金海
唐金海（1961年6月—），江苏南京人，汉族，中国共产党党员，江苏省人民医院党委书记、主任医师，南京医科大学副校长，第十三届全国人民代表大会江苏地区代表。

## 生平
2018年2月24日，当选为第十三届全国人大代表。